# Olubayo Adefemi
Olubayo Adefemi (* 13. August 1985 in Lagos; † 18. April 2011 in Kavala, Griechenland) war ein nigerianischer Fußballspieler, der zuletzt beim griechischen Erstligisten Skoda Xanthi unter Vertrag stand.

## Karriere
Adefemi begann seine Karriere bei Bendel Insurance, einem nigerianischen Fußballverein aus Benin City. 2008 wechselte er zu Rapid Bukarest nach Rumänien, wo er sein Debüt in der höchsten Liga am 28. September 2008 gegen FC Argeș Pitești gab. Nach nur einem halben Jahr in Bukarest zog es den Nigerianer nach Österreich zum SCR Altach, wo er im Januar 2009 einen Vertrag unterschrieb, jedoch kam Adefemi aufgrund einer fehlenden Spielberechtigung nicht zum Einsatz.
Im Sommer 2009 verließ er Österreich und unterschrieb bei der US Boulogne.
Adefemi erreichte mit Nigeria bei den Olympischen Spielen 2008 in Peking die Silbermedaille. Bei den Spielen wurde er fünf Mal eingesetzt und konnte ein Tor erzielen.
Adefemi starb am 18. April 2011 bei einem Autounfall. Laut Darstellung der griechischen Polizei hatte er auf der Autobahn zwischen Xanthi und Saloniki, wo er noch letzte Details zu seiner bevorstehenden Hochzeit abklären wollte, die Kontrolle über sein Fahrzeug verloren.

## Erfolge
- Gewinner der African Youth Championship 2005
- Vizeweltmeister U20 2005
- Silbermedaillengewinner bei Olympia 2008 in Peking